# A.-R. A. Alwan-al-Mayah
A.-R. A. Alwan-al-Mayah (1954) es un botánico y autor botánico británico.
Desarrolló su carrera académica en la Universidad de Leicester, donde fue profesor de taxonomía vegetal.

## Algunas publicaciones
- A.-R.A. Alwan, c.a. Stace. 1989. New species, names, and combinations in American Combretaceae. Ann. Missouri Bot. Gard. 76(4): 1125–1128

- ------------------, -----------. 1987. Studies on the flora of the Guianas. VII. Nord. J. Bot. 5: 447-449

- ------------------, -----------. 1984. Proposal to conserve the generic name Buchenavia against Pamea (Combretaceae). - Taxon 33: 120

- ------------------. 1983. The taxonomy of Terminalia (Combretaceae) and related genera. Ph.D. Thesis, Univ. of Leicester
- La abreviatura «Alwan» se emplea para indicar a A.-R. A. Alwan-al-Mayah como autoridad en la descripción y clasificación científica de los vegetales.[1]